# Una pagina d'amore
Una pagina d'amore (Une page d'amour) è l'ottavo romanzo dello scrittore francese Émile Zola appartenente al ciclo dei Rougon-Macquart pubblicato nel 1878.
Il romanzo è ambientato nella corte situata nella periferia di Parigi ed è incentrato sulla piccola borghesia durante il Secondo Impero. Esso è uscito a puntate sulla rivista "Le Bien public" tra l'11 dicembre 1877 e il 4 aprile 1878 prima di essere pubblicato in forma di romanzo dall'editore Charpentier nel mese di aprile del 1878.
Il personaggio principale del romanzo è la giovane vedova Hélène Grandjean nata Mouret, personaggio introdotto brevemente in La fortuna dei Rougon.
Hélène è la figlia di Ursule Mouret nata Macquart, figlia illegittima di Adelaide Fouque, la capostipite della famiglia Rougon-Macquart.
I fratelli di Hélène sono François Mouret, il personaggio principale del romanzo La conquista di Plassans, e Silvère Mouret, la cui storia è raccontata in La Fortuna dei Rougon.

## Trama
La storia si svolge nel 1854-1855. All'inizio del romanzo Hélène è ormai vedova da 18 mesi e vive in una villetta alla periferia di Parigi con la figlioletta ammalata Jeanne, molto legata alla madre.
Per evitare alla bambina ogni inquietudine Hélène conduce una vita isolata sacrificando con serenità la sua bellezza e la sua gioventù; limitandosi ad ospitare a cena tutti i martedì sera il curato ed il di lui fratello, Signor Rambaud.
Una notte la piccola si sente male e in preda alla paura chiama un suo vicino di casa, il dottor Henri Deberle, perché la vada a curare.
Quella stessa settimana, ormai guarita, Hélène va a ringraziare il Dottor Henri Deberle e fa amicizia con sua moglie Juliette e la sua cerchia di amici, tra cui il signor Malignon, un uomo bello e ricco, particolarmente ben visto nella società femminile.
Deberle si innamora di Hèlène che all'inizio cerca di resistere alla passione e rifiuta ogni incontro ma un caso fortuito vuole che i due s'incontrino. Nel frattempo Juliette intrattiene una relazione amorosa con Malignon, tempestivamente interrotta dall'intervento di Helene.
Jeanne, sempre molto debole, da sempre molto possessiva nei riguardi della madre, accortasi delle attenzioni che la stessa riserva ad Henri sviluppa una irrefrenabile gelosia, tanto che una sera, aspettando il ritorno della mamma (uscita per evitare la compromissione di Juliette con Malignon) si espone a lungo al freddo e, ammalatasi, muore di tisi mesi dopo.
Hèléne, colpita dai rimorsi, rinuncia quindi all'amore per Deberle e, successivamente, ricomincerà una nuova vita accanto al Signor Rambaud.

## Edizioni italiane
- trad. di L. Rocco, Treves, Milano 1879
- trad. di P. De Colmar, Quattrini, Firenze, 1882; Salani, Firenze 1895; Geos, Roma 1944
- trad. anonima, Bietti, Milano 1916
- trad. di Ferdinando Bideri, Bideri, Napoli 1917
- trad. di Arnaldo Luigi Cerani, Minerva, Milano 1935
- trad. di Gino Marcora, Leda, Milano 1961
- trad. e cura di Federica Fioroni, Edizioni Clichy, Firenze 2017

## Adattamenti cinematografici e televisivi
Questo romanzo è stato adattato per alcune versioni cinematografiche e televisive: 
- Una pagina d'amore, film del 1912 diretto da Ubaldo Maria Del Colle[1]
- Una pagina d'amore, film del 1923 diretto da Telemaco Ruggeri con Adonide Gadotti, Pina Menichelli, Livio Pavanelli.[2]
- Une page d'amour, film del 1995 per France 2, diretto da Serge Moati, con Jacques Perrin e Miou-Miou.[3]
- Une page d'amour, film per la televisione del 1980, diretto da Elie Chouraqui, con Anouk Aimée e Bruno Cremer.[4]